# Gian Carlo Dal Verme
Gian Carlo Dal Verme (Milano, 11 maggio 1908 – Milano, 13 novembre 1985) è stato un dirigente sportivo e scacchista italiano.

## Biografia
Laureato in medicina e in giurisprudenza, iniziò la sua carriera come dirigente di scacchi ed è stato vicepresidente della Società Scacchistica Milanese nel 1932 fino ad assumerne la presidenza nel 1941. 
Dal 19 novembre 1945 al 12 aprile 1947 fu nominato commissario straordinario della Federazione Scacchistica Italiana. In seguito ricoprì più volte la carica di presidente: dal 12 aprile 1947 al 26 maggio 1949 e dal 29 giugno 1958 al 18 maggio 1980; da quella data in poi fu presidente onorario.
Socio fondatore della FIDE dal 1951 e socio onorario dal 1974, dal 1947 al 1952 ricoprì la carica di amministratore aggiunto e dal 1952 fino alla morte quella di revisore dei conti.
Appassionato di musica, compose l'inno della FIDE.
Mio padre fu sindaco della fiat ed era carlo dal verme nato nel 1915, era avvocato e fu anche sindaco della fiat, vi sono molti dal verme ma mio padre il conte carlo dal verme nato e vissuto a milano andava sempre a torino per lavoro a lavorare per gianni agnelli ed era il sindaco della fiat, mentre invece gian carlo dal verme aveva un'altra carica.
Fu uno dei promotori dell'omeopatia in Italia.